# Чемпионат Европы по академической гребле 1960
Чемпионат Европы по академической гребле 1960 года прошёл с 12 по 14 августа на водохранилище Уэлш Харп в Лондоне (Великобритания). В нём принимали участие женские экипажи из 12 стран, которые разыграли награды в 5 дисциплинах на дистанции 1000 метров. 
Так как Международная федерация гребного спорта не признавала ГДР, представительницы ГДР и ФРГ должны были выступать в составе Объединённой команды Германии. Из-за значительного превосходства восточногерманских спортсменок над западногерманскими эта команда состояла только из первых, а ФРГ фактически не была представлена на турнире. 
Чемпионат Европы по академической гребле среди мужчин в 1960 году не проводился, в конце августа и начале сентября они соревновались на Олимпийских играх в Риме.

## Медалисты
| Дисциплина                        | Золото | Золото  | Серебро | Серебро | Бронза | Бронза  |
| Одиночки W1x                      | Венгрия · Корнелия Папп | 4:04,40 | СССР · Зося Ракицкая | 4:06,61 | Австрия · Ева Сика | 4:10,48 |
| Двойки парные W2x                 | СССР · Нина Иванова · Людмила Отрошко | 3:54,75 | Чехословакия · Алена Постлова · Ева Коларова | 3:58,34 | Румыния · Магда Жифку · Дора Лакатош | 4:00,19 |
| Четвёрки парные с рулевыми W4x+   | ГДР · Герта Вайсиг · Гизела Хайссе · Ханнелоре Гёттлих · Хельга Менцель · Карла Фристер (р)                                                                                         | 3:39,60 | Румыния · Магда Жифку · Вьорика Удреску · Дойна Чолаку · Думитра Михалаке · Штефания Борисов (р)                                                                        | 3:42,70 | Венгрия · Агнеш Ковачич · Эржебет Мозер · Йожефне Раско · Ласлоне Терельмеш · Рудольфне Радваньи (р)                                                           | 3:43,07 |
| Четвёрки распашные с рулевыми W4+ | СССР · Валентина Терехова · Надежда Шкункова · Элла Сергеева · Нина Шаманова · Валентина Тимофеева (р)                                                                              | 3:39,75 | Румыния · Эмилия Ригард · Ана Тамаш · Флорика Гюзеля · Фелича Урзичану · Штефания Борисов (р)                                                                           | 3:40,49 | ГДР · Криста Темайер · Барбара Райхель · Ханна Веспер · Хельга Ноллау · Зигрид Лаубе (р)                                                                       | 3:48,22 |
| Восьмёрки W8+                     | СССР · Зинаида Кириллина · Вера Реброва · Валентина Ширшикова · Нонна Печерникова · Нина Коробкова · Лидия Зонтова · Зинаида Коротова · Надежда Гончарова · Виктория Добродеева (р) | 3:23,70 | ГДР · Анита Бланкенфельд · Ингеборг Петер · Ингрид Древс · Вальтрауд Динтер · Хильде Амеланг · Марианне Шульце · Марианне Мевес · Марианне Фальк · Эльфриде Боэтьюс (р) | 3:32,06 | Румыния · Мария Тринкс · Дана Илиеску · Габрьела Штефан · Олимпия Богдан · Марта Кардош · Стела Гэван · Соня Булуджою · Вьорика Удреску · Анджела Пэунеску (р) | 3:35,65 |

## Командный зачёт
| Место | Страна       | Золото | Серебро | Бронза | Всего |
| ----- | ------------ | ------ | ------- | ------ | ----- |
| 1     | СССР         | 3      | 1       | 0      | 4     |
| 2     | Германия     | 1      | 1       | 1      | 3     |
| 3     | Венгрия      | 1      | 0       | 1      | 2     |
| 4     | Румыния      | 0      | 2       | 2      | 4     |
| 5     | Чехословакия | 0      | 1       | 0      | 1     |
| 6     | Австрия      | 0      | 0       | 1      | 1     |
| Всего | Всего        | 5      | 5       | 5      | 15    |